# Nicrophorus concolor
Nicrophorus concolor là một loài bọ cánh cứng trong họ Silphidae được miêu tả bởi Kraatz in 1877.